# 董明徳
董 明徳（とう めいとく / ドン・ミンドゥ、1911年1月1日 - 1978年9月16日）は中華民国空軍の軍人。日中戦争時の戦闘機操縦士でエース・パイロット。遼寧省海城出身。最終階級は空軍中将。

## 経歴
1931年5月、南京の中央軍官学校（第9期）に入校。その後、32年9月に劉粋剛、李桂丹らとともに中央航空学校の第2期生として転学。1934年2月1日に卒業した。翌1935年9月7日、空軍少尉任官。1937年8月の第二次上海事変勃発時、董は空軍第5大隊第25中隊（長：胡庄如）の副隊長を務めており、カーチス・ホークⅢ（新ホーク）であった。
8月14日、上海の日本軍地上部隊を攻撃した帰途、悪天候により杭州の筧橋飛行場（第4大隊基地）に不時着した。翌8月15日未明、根拠地の揚州へ帰還するため乗機ののエンジンを暖めていたところ、日本海軍の艦攻隊が来襲した。すぐに単機で離陸した董は、八九式艦上攻撃機2機を発見、急襲して2機とも撃墜した。
8月21日未明、揚州飛行場へ木更津海軍航空隊の九六式陸上攻撃機6機（2個小隊）が来襲、爆撃を受けた直後に発進した董は入佐小隊を追撃し、1機（毛利健栄2空曹機）を撃墜した。董はさらにもう1機を追撃したが、乗機がオーバーブーストによりエンジン停止したため不時着を強いられた。
9月19日、南京第一次攻撃で13空の九六式艦上爆撃機19機および九六式艦上戦闘機13機（うち1機は加賀航空隊）が飛来。董は胡中隊長に率いられた新ホーク8機の第2分隊長として迎撃に上がるが、空戦で乗機エンジンに2発被弾する。僚機の劉依鈞は負傷してパラシュート脱出、鄒賡続は胴体着陸した。
戦闘によって中国空軍が新ホークを消耗してしまうと、董は蘭州でソ連製戦闘機ポリカルポフ I-16を受け取り、12月1日に副隊長の楽以琴とともに南京民故宮飛行場へ帰還した。第4大隊長高志航が戦死し李桂丹が大隊長となったため、後任として董が第21中隊長に任命された。翌12月2日昼、楽と第3大隊のP-26、ソ連空軍志願隊のI-16とともに十三空の96式艦攻・96式艦戦との空戦に参加。午後に単機偵察を行ったところ、大茅山で南京へ向かって進撃する日本陸軍部隊を発見、機銃掃射して大きな損害を与えた。その後、エンジンのシリンダーが故障した楽以琴に頼まれて自身の乗機を貸すが、翌3日（日本側記録では4日）、楽は武藤金義に撃墜され戦死する。5日、シリンダーを修理した楽の機体で南昌に合流すべく単機で発つが、宣城に日本軍の縦隊を発見。民故宮飛行場に戻って報告すると、再び単機出撃し、山あいに入った日本軍部隊を機銃掃射した。
南京陥落後は第1軍区とともに蘭州に渡り、12月21日、飛来した爆撃機の迎撃に当たっている。その後、王家墩飛行場に展開し漢口防空戦に従事。1938年2月18日13時、蚌埠飛行場を発した一連空の九六陸攻15機（木更津空9機、鹿屋空6機）と援護隊の九六艦戦11機（第十二航空隊の5機、第十三航空隊6機、長：金子隆司大尉）が漢口上空に飛来。董は中隊の10機を率いて迎撃に上がり交戦。この戦闘で第4大隊は大隊長の李桂丹以下8機のI-152が撃墜されたが、I-16を使用する21中隊では1機の損害も出さず、中隊全体で5機を撃墜する戦果を挙げた。また、董も1機を共同撃墜。
4月29日の正午前後、日本海軍第一・第二連合航空隊の45機（12空の小園安名少佐率いる九六式艦戦27機、および13空の棚町整少佐率いる九六式陸攻18機が襲来した時、当時副大隊長だった董は第4大隊本部および第24中隊を指揮し、日本軍機の来襲直前に離陸して高度をとると、I-16による急降下攻撃で第二連合航空隊（12空）の九六式艦戦1機を撃墜した。
8月3日、2連空の陸攻18機、艦戦21機が襲来し、4個編隊で迎撃することとなった。董は第4大隊6機、第5大隊第26中隊4機からなる第2編隊を率いて簰州方面から向かい、金口で交戦。漢口が10月27日に陥落すると、中国空軍は重慶、成都、蘭州に基地を移した。第4大隊長（上校）となった董は、成都に部隊を集めて訓練を行った。
1939年春、董明徳は重慶を守るために、戦闘機隊を連れて成都から重慶郊外の広陽壩飛行場へ進出することを願い出た。これは三国時代の諸葛孔明の故事にならい、俗に「天空の出師の表」と呼ばれた。そして、精錬の完了した第4大隊の戦闘機27機は成都から広陽壩へ進出し重慶の防空についた。5月4日、日本海軍の九六式陸攻45機が重慶市街に爆撃し、第4大隊のI-16、I-152が迎撃戦を展開した。この戦闘で九六式陸攻2機が撃墜されたが、董はすべて部隊の協同撃墜とした。実際には董がI-16で1機を撃墜していたが、董は部隊の士気を鼓舞するためスコアを譲って協同撃墜扱いにしたとされる。
1939年6月、広陽壩飛行場へアメリカ製新戦闘機カーチス・ライト CW-211機がビルマを経由して空輸されてきた。董はCW-21に試乗してテスト飛行をおこない、初めて扱うフラップを降ろして着地を試みたが、接地点を誤って転倒し重傷を負ってしまった。この事故で董は現役パイロットからは引退に追い込まれた。董明徳の撃墜数は、中国空軍の記録では7機となっており、日本側の記録で確認できるものは4機がある。中山雅洋によると、中国側の戦記から判断すれば、実際には10機程度に達する可能性があるとしている。
1941年、軍官学校生徒をアメリカのウィリアムズ陸軍基地に留学させることになると、総領隊の譚以徳をはじめ、劉宗武 、雷炎均らと領隊を務める。
第二次世界大戦後の1946年、空軍総司令部が設立されると7月に第五署副署長、12月に第三署副署長。同年に第2軍区司令部参謀長。
二・二八事件当時は台湾の台北におり、1947年2月の事件発生当時から3月28日までの日記を4月1日～3日に文匯報で「台湾之春～孤島一月記」と題し連載した。
その後、空軍指揮参謀学校校長、訓練司令部司令官、空軍総司令部政治部（1963年1月に政治作戦部に改称）主任などを歴任した。また、空軍総司令部附設岡山空軍子弟学校（現：兆湘国民小学）董事長もつとめた。
晩年は心臓を患っており、1978年9月16日未明に病没した。

## 栄典
- 六等雲麾勲章（中国語版） - 1943年10月10日[34]
- 洛書勲章 - 1947年4月22日[35]
- 乾元勲章 - 1948年8月14日[36]
- 五等宝鼎勲章（中国語版） - 1949年8月14日[37]

## 親族
日中戦争期の中国空軍軍人には親族も軍に加わった者が多いが、甥の董国仁によれば董明徳は特にその傾向が強く、兄弟がいずれも陸空の軍人となっている。また配偶者やその親族も空軍関係者が多いとされる。
- 長兄：成徳 - 航空委員会関係者。妻の姉妹の夫に劉士杰（7期、空軍中将）
  - 国仁：成都空小卒業後、空軍教官。退役後は書道家。中華藍天藝文協會會長[39]。
    - 保羅：空軍兵士

  - 国強：空軍機械学校卒業
- 次兄：振徳 - 陸軍中校
- 三兄：世徳 - 空軍整備士
- 樹徳 - 空軍軍校14期とされる（卒業名簿に記載なし[40]）
- 姉あるいは妹 - 整備士の緒恒（姓不明）と結婚。